# 겨울왕국 (사운드트랙)
《Frozen: Original Motion Picture Soundtrack》은 2013년 디즈니 영화 《겨울왕국》의 사운드트랙 음반이다. 크리스틴 앤더슨 로페스와 로버트 로페스가 음반에 실린 10개의 노래를 작곡, 작사 했으며, 나머지 두 곡은 크리스토프 벡이 작곡했다. 가장 특징적인 노래 "Let It Go"(영화 버전에서는 이다나 멘젤이, 싱글 버전에서는 데미 로바토가 부름)는 평론가들로부터 호평을 받았다. 이 노래는 아카데미상 최우수 오리지널 노래, 크리틱스 초이스 영화상 최우수 노래를 수상했으며, 골든글로브상 최우수 오리지널 노래 후보에 올랐다.
2013년 11월 25일 두 개의 에디션으로 나뉘어 월트 디즈니 레코드를 통해 발매되었다. 2013년 10월 21일에는 음반의 리드 싱글 "Let It Go"가 발매되었다.
앨범은 평론가들로부터 대체로 호평을 받았고, 빌보드 200 18위로 데뷔했다. 이후 빌보드 200에서 비연속 13주 동안 1위를 했고 2014년 12월까지 미국에서 370만 장을 팔았다. 세계적으로는 700만 장을 넘게 팔아 2014년 가장 많이 팔린 음반이 되었다.

## 상업적 성과
《겨울왕국》의 사운드트랙은 2014년 4월 24일까지 빌보드 탑 사운드트랙 차트에서 21주 연속 1위를 했다. 빌보드 200에서는 18위로 데뷔했는데, 2006년 《카》 이후로 가장 높은 순위였다. 이후 10위까지 상승했는데, 애니메이션 영화 사운드트랙으로는 열 번째로 10위권에 진입 한 것이다. 그 다음 1995년 디즈니의 《포카혼타스》 이후로 애니메이션 영화 사운드트랙으로는 가장 높은 순위인 4위까지 올랐다. 2014년 1월 5일에는 비욘세의 셀프 타이틀 앨범 《Beyoncé》를 넘어 애니메이션 영화 사운드트랙으로는 역사상 네 번째로 1위에 올랐다. 그 다음 주에도 1위를 하며 2주 연속 1위에 올랐는데, 2007년 초 《Dreamgirls: Music from the Motion Picture》 이후로 시어트리컬 영화 사운드트랙으로는 두 번째였으며, 디즈니의 《라이온 킹》 이후 최초로 1주 이상 1위를 차지했다. 이후 비연속 7주 1위를 하며 1998년 《Titanic: Music from the Motion Picture》 다음으로 가장 많이 1위에 오른 사운드트랙이 되었다.
《겨울왕국》은 2013년 미국에서 338,000만 장이 팔리며 그 해 다섯 번째로 많이 팔린 사운드트랙 앨범이었다. 2014년 1월 5일 165,000만 장이 팔리면서 아이튠즈 차트에서 가장 많이 팔렸다. 2014년 4월 23일까지 미국에서 총 230만 장의 판매량을 기록하고 있다. 이 중 절반이 디지털 판매량으로, 역사상 디지털로 가장 많이 팔린 사운드트랙 앨범이 되었다.

## 트랙 리스트
다음은 오리지널 사운드트랙(OST) 싱글 앨범에 포함된 곡들이며, 정렬기준은 출시 순입니다.
전체 작곡: 크리스틴 앤더슨로페즈와 로버트 로페즈 (트랙 1–10), 크리스토프 벡 (트랙 11–32)과 프로드 페옐헤임 (트랙 11, 31)
| #            | 제목                                                        | 참가자                                   | 재생 시간 |
| ------------ | ----------------------------------------------------------- | ---------------------------------------- | --------- |
| 1.           | 〈Frozen Heart〉                                            | Cast of Frozen                           | 1:45      |
| 2.           | 〈Do You Want to Build a Snowman?〉                         | 크리스틴 벨, 애거사 리 몬, 케이티 로페즈 | 3:27      |
| 3.           | 〈For the First Time in Forever〉                           | 크리스틴 벨과 이디나 멘젤                | 3:45      |
| 4.           | 〈Love Is an Open Door〉                                    | 크리스틴 벨과 산티노 폰타나              | 2:07      |
| 5.           | 〈Let It Go〉                                               | 이디나 멘젤                              | 3:44      |
| 6.           | 〈Reindeer(s) Are Better Than People〉                      | 조너선 그로프                            | 0:50      |
| 7.           | 〈In Summer〉                                               | 조시 개드                                | 1:54      |
| 8.           | 〈For the First Time in Forever (Reprise)〉                 | 크리스틴 벨과 이디나 멘젤                | 2:30      |
| 9.           | 〈Fixer Upper〉 (Feat. 마이아 윌슨)                         | Cast of Frozen                           | 3:02      |
| 10.          | 〈Let It Go〉 (싱글 버전)                                   | 데미 로바토                              | 3:47      |
| 11.          | 〈Vuelie〉 (Feat. 칸투스)                                   | 크리스토프 벡                            | 1:36      |
| 12.          | 〈Elsa and Anna〉                                           | 크리스토프 벡                            | 2:43      |
| 13.          | 〈The Trolls〉                                              | 크리스토프 벡                            | 1:48      |
| 14.          | 〈Coronation Day〉                                          | 크리스토프 벡                            | 1:14      |
| 15.          | 〈Heimr Àrnadalr〉                                          | 크리스토프 벡                            | 1:25      |
| 16.          | 〈Winter's Waltz〉                                          | 크리스토프 벡                            | 1:00      |
| 17.          | 〈Sorcery〉                                                 | 크리스토프 벡                            | 3:17      |
| 18.          | 〈Unbreak My Heart〉                                        | 크리스토프 벡                            | 4:33      |
| 19.          | 〈Onward and Upward〉                                       | 크리스토프 벡                            | 1:54      |
| 20.          | 〈Wolves〉                                                  | 크리스토프 벡                            | 1:44      |
| 21.          | 〈The North Mountain〉                                      | 크리스토프 벡                            | 1:34      |
| 22.          | 〈We Were So Close〉                                        | 크리스토프 벡                            | 1:53      |
| 23.          | 〈Marshmallow Attack!〉                                     | 크리스토프 벡                            | 1:43      |
| 24.          | 〈Conceal, Don't Feel〉                                     | 크리스토프 벡                            | 1:07      |
| 25.          | 〈Only an Act of True Love〉                                | 크리스토프 벡                            | 1:07      |
| 26.          | 〈Summit Siege〉                                            | 크리스토프 벡                            | 2:32      |
| 27.          | 〈Return to Arendelle〉                                     | 크리스토프 벡                            | 1:38      |
| 28.          | 〈Treason〉                                                 | 크리스토프 벡                            | 1:36      |
| 29.          | 〈Some People Are Worth Melting For〉                       | 크리스토프 벡                            | 2:06      |
| 30.          | 〈Whiteout〉                                                | 크리스토프 벡                            | 4:17      |
| 31.          | 〈The Great Thaw (Vuelie Reprise)〉 (Feat. 프로드 페옐헤임) | 크리스토프 벡                            | 2:29      |
| 32.          | 〈Epilogue〉                                                | 크리스토프 벡                            | 3:04      |
| 총 재생 시간 | 총 재생 시간                                                | 총 재생 시간                             | 1:03:40   |

| #            | 제목                                                        | 참가자                         | 재생 시간 |
| ------------ | ----------------------------------------------------------- | ------------------------------ | --------- |
| 1.           | 〈얼어붙은 심장〉                                           | 김철한, 박상준, 이상익, 이재호 | 1:45      |
| 2.           | 〈같이 눈사람 만들래?〉                                     | 윤시영, 이지민, 박지윤         | 3:27      |
| 3.           | 〈태어나서 처음으로〉                                       | 박지윤, 박혜나                 | 3:45      |
| 4.           | 〈사랑은 열린 문〉                                          | 박지윤, 윤승욱                 | 2:07      |
| 5.           | 〈다 잊어〉                                                 | 박혜나                         | 3:44      |
| 6.           | 〈순록이 사람보다 낫지〉                                    | 정상윤                         | 4:43      |
| 7.           | 〈여름날〉                                                  | 이장원                         | 1:54      |
| 8.           | 〈태어나서 처음으로 (Reprise)〉                             | 박지윤, 박혜나                 | 2:30      |
| 9.           | 〈부족한 점 (트롤 송)〉                                     | 정영주                         | 3:02      |
| 10.          | 〈Let It Go〉 (싱글 버전)                                   | 데미 로바토                    | 3:47      |
| 11.          | 〈Let It Go〉                                               | 효린                           | 3:47      |
| 12.          | 〈Vuelie〉 (Feat. 칸투스)                                   | 크리스토프 벡                  | 1:36      |
| 13.          | 〈Elsa and Anna〉                                           | 크리스토프 벡                  | 2:43      |
| 14.          | 〈The Trolls〉                                              | 크리스토프 벡                  | 1:48      |
| 15.          | 〈Coronation Day〉                                          | 크리스토프 벡                  | 1:14      |
| 16.          | 〈Heimr Àrnadalr〉                                          | 크리스토프 벡                  | 1:25      |
| 17.          | 〈Winter's Waltz〉                                          | 크리스토프 벡                  | 1:00      |
| 18.          | 〈Sorcery〉                                                 | 크리스토프 벡                  | 3:17      |
| 19.          | 〈Unbreak My Heart〉                                        | 크리스토프 벡                  | 4:33      |
| 20.          | 〈Onward and Upward〉                                       | 크리스토프 벡                  | 1:54      |
| 21.          | 〈Wolves〉                                                  | 크리스토프 벡                  | 1:44      |
| 22.          | 〈The North Mountain〉                                      | 크리스토프 벡                  | 1:34      |
| 23.          | 〈We Were So Close〉                                        | 크리스토프 벡                  | 1:53      |
| 24.          | 〈Marshmallow Attack!〉                                     | 크리스토프 벡                  | 1:43      |
| 25.          | 〈Conceal, Don't Feel〉                                     | 크리스토프 벡                  | 1:07      |
| 26.          | 〈Only an Act of True Love〉                                | 크리스토프 벡                  | 1:07      |
| 27.          | 〈Summit Siege〉                                            | 크리스토프 벡                  | 2:32      |
| 28.          | 〈Return to Arendelle〉                                     | 크리스토프 벡                  | 1:38      |
| 29.          | 〈Treason〉                                                 | 크리스토프 벡                  | 1:36      |
| 30.          | 〈Some People Are Worth Melting For〉                       | 크리스토프 벡                  | 2:06      |
| 31.          | 〈Whiteout〉                                                | 크리스토프 벡                  | 4:17      |
| 32.          | 〈The Great Thaw (Vuelie Reprise)〉 (Feat. 프로드 페옐헤임) | 크리스토프 벡                  | 2:29      |
| 33.          | 〈Epilogue〉                                                | 크리스토프 벡                  | 3:04      |
| 총 재생 시간 | 총 재생 시간                                                | 총 재생 시간                   | 1:03:40   |

## 차트 및 인증
| 차트 (2013–14)                | 최고 순위 |
| ----------------------------- | --------- |
| 아르헨티나 앨범 차트          | 1         |
| 오스트레일리아 앨범 차트      | 2         |
| 벨기에 앨범 차트 (플랑드르)   | 31        |
| 벨기에 앨범 차트 (왈로니아)   | 21        |
| 캐나디안 앨범 차트            | 1         |
| 덴마크 앨범 차트              | 12        |
| 네덜란드 앨범 차트            | 78        |
| 독일 앨범 차트                | 22        |
| 아일랜드 컴필레이션 앨범 차트 | 2         |
| 일본 앨범 차트                | 5         |
| 이탈리아 컴필레이션 앨범 차트 | 8         |
| 뉴질랜드 앨범 차트            | 8         |
| 노르웨이 앨범 차트            | 16        |
| 대한민국 가온 앨범 차트       | 3         |
| 스페인 앨범 차트              | 13        |
| 영국 컴필레이션 앨범 차트     | 2         |
| 미국 빌보드 탑 사운드트랙     | 1         |
| 미국 빌보드 200               | 1         |

| 차트 (2014)                        | 순위 |
| ---------------------------------- | ---- |
| 캐나디안 앨범 차트 (빌보드)        | 1    |
| 미국 빌보드 200                    | 1    |
| 미국 디지털 앨범 (빌보드)          | 1    |
| 미국 빌보드 탑 사운드트랙 (빌보드) | 1    |

| 국가                                                                                         | 인증        | 판매량/출하량       |
| -------------------------------------------------------------------------------------------- | ----------- | ------------------- |
| 오스트레일리아 (ARIA)                                                                        | 5× 플래티넘 | 350,000^            |
| 벨기에 (BEA)                                                                                 | 플래티넘    | 30,000*             |
| 캐나다 (뮤직 캐나다)                                                                         | 5× 플래티넘 | 400,000             |
| 덴마크 (IFPI Danmark)                                                                        | 플래티넘    | 20,000              |
| 프랑스 (SNEP)                                                                                | 다이아몬드  | 500,000             |
| 독일 (BVMI)                                                                                  | 4× 플래티넘 | 800,000             |
| 이탈리아 (FIMI)                                                                              | 플래티넘    | 50,000              |
| 일본 (RIAJ)                                                                                  | 밀리언      | 980,000             |
| 멕시코 (AMPROFON)                                                                            | 골드        | 30,000^             |
| 네덜란드 (NVPI)                                                                              | 플래티넘    | 50,000^             |
| 뉴질랜드 (RMNZ)                                                                              | 3× 플래티넘 | 45,000^             |
| 폴란드 (ZPAV)                                                                                | 다이아몬드  | 100,000             |
| 싱가포르 (RIAS)                                                                              | 플래티넘    | 10,000*             |
| 스페인 (PROMUSICAE)                                                                          | 골드        | 20,000^             |
| 영국 (BPI)                                                                                   | 4× 플래티넘 | 2,400,000/1,009,000 |
| 미국 (RIAA)                                                                                  | 4× 플래티넘 | 4,314,000           |
| 요약                                                                                         |             |                     |
| 유럽 (IFPI)                                                                                  | 2× 플래티넘 | 2,000,000*          |
| 전 세계 (IFPI)                                                                               | —           | 10,000,000          |
| *판매량을 기반으로 한 인증 · ^출하량을 기반으로 한 인증 · 판매량+스트리밍을 기반으로 한 인증 |             |                     |